# Die seltsame Nacht der Helga Wangen
Die seltsame Nacht der Helga Wangen ist ein deutscher Stummfilm aus dem Jahre 1928 von Holger-Madsen mit Lee Parry in der Titelrolle. Die Geschichte fußt auf dem Roman Eine seltsame Nacht von Laurids Bruun.

## Handlung
Helga Wangen ist eine junge Frau, die schon seit ihrer Jugendzeit eine innige Liebesbeziehung zu dem in etwa gleichaltrigen Werner Hilsoe gepflegt hat. Der junge Mann ist der Adoptivsohn eines stadtbekannten Rentiers, der ebenso wohlhabend wie geizig ist. Der alte Hilsoe sieht diese Beziehung überhaupt nicht gern, will daher seinen Schützling aus dem Weg haben und entsendet ihn infolgedessen in die Vereinigten Staaten. Von dort hört Helga nichts mehr von ihrem geliebten Werner. Helgas alte Mutter möchte ihr Kind versorgt wissen, und so gibt Helga ihr auf dem Sterbebett nach und erfüllt ihr ihren letzten Wunsch: Sie heiratet aus purer Vernunft den alten Ortsvorsteher ihrer Gemeinde. Ihr Leben an der Seite dieses vernunftsorientierten Mannes ist alles andere als glücklich, und Werner vergessen kann Helga eh nicht. Das ungleiche Ehepaar entfremdet sich mehr und mehr, da macht plötzlich eine Meldung die Runde: Werner Hilsoe ist nach drei Jahren in der Fremde endlich zurückgekehrt! 
Der Heimkehrer nutzt die Gunst der Stunde – Helgas Gatte ist derzeit aushäusig – und besucht seine alte Jugendliebe. Zeitgleich wird der alte Hilsoe, Werners Adoptivvater, von einem unbekannten Täter ermordet. Da Werner der Nutznießer dieser Bluttat ist, fällt sogleich der Verdacht auf ihn. Es wäre dem Amerika-Rückkehrer eigentlich ein leichtes, seine Unschuld zu beweisen, doch dann müsste er Helga als Zeugin benennen, und die wäre dann gegenüber ihrem ungeliebten Gatten kompromittiert. Und so droht Werner, ausgerechnet von Helgas Mann in dessen Funktion als Amtsrichter, eine lange Haftstrafe … wenn sich nicht Helga eines Besseren besinnen und Werner das dringend benötigte Alibi geben würde. Dann stellt sich auch noch der tatsächliche Mörder der Polizei. In der Erkenntnis der Sinnlosigkeit einer solchen Zweckehe, die er einst geschlossen hatte, gibt Helgas Gatte seine Noch-Ehefrau für den geliebten Werner schließlich frei.

## Produktionsnotizen
Die seltsame Nacht der Helga Wangen entstand im National-Film-Atelier in Berlin-Tempelhof, passierte die Filmzensur am 25. September 1928 und wurde am 16. Oktober 1928 in Berlins Titania-Palast uraufgeführt. Der mit Jugendverbot belegte Siebenakter besaß eine Länge von 2301 Meter.
Die Filmbauten gestaltete Otto Moldenhauer.

## Kritiken
Im Kino-Journal hieß es: „Helga wird von Lee Parry in guter Auffassung von dieser nicht leicht zu spielenden Rolle kreiert, während ihre Partner Hugo Werner-Kahle und Franz Lederer sich ihrem Spiel geschickt anzupassen wissen.“
Das Tagblatt befand: „Wir berichten gerne, dass die Bildfolge des … Filmes außerordentlich fesselnd und, bis auf einige nebensächliche Unwahrscheinlichkeiten, lebenswahr gestaltet ist und dass außerdem die Darsteller … größtes Lob verdienen. Alles in allem ein guter Film … .“